# Karel Anton van Hohenzollern-Sigmaringen
Karel Anton Joachim Zephyrinus Frederik Meinrad (Sigmaringen, 7 september 1811 - aldaar, 2 juni 1885) was van 1848 tot 1849 de laatste regerende vorst van Hohenzollern-Sigmaringen en van 1858 tot 1862 premier van Pruisen.

## Leven
Karel Anton was de zoon van vorst Karel en Marie Antoinette Murat, een nicht van Joachim Murat. Hij bezocht de academie te Genève, waar hij Ioannis Kapodistrias en Guillaume Henri Dufour leerde kennen, en studeerde later te Tübingen en Göttingen.
Karel Anton werkte mee aan de grondwet van het vorstendom Hohenzollern-Sigmaringen die zijn vader in 1833 uitvaardigde. Bij het uitbreken van de Maartrevolutie van 1848 droeg zijn vader ogenblikkelijk de macht aan hem over en trad op 27 augustus ook formeel te zijner gunste af. Het conflict tussen de regering en de volksvertegenwoordiging bleef, ondanks liberale maatregelen, echter toenemen. Karel Anton verliet zijn vorstendom op 27 september en herstelde op 10 oktober met Badense troepen de orde. Teleurgesteld en het regeren moe, besloot hij hierna zijn soevereiniteit op te geven, een stap die zijn vader aan het begin van de revolutie ook al had overwogen. Hij begon onderhandelingen met het door zijn Hohenzollernse verwanten geregeerde Pruisen. Op 7 december 1849 stond hij zijn soevereiniteit formeel aan Pruisen af. De kinderloze Frederik Willem Constantijn, vorst van Hohenzollern-Hechingen, wiens erfgenaam Karel Anton was, deed tegelijkertijd troonsafstand.
Karel Anton verhuisde hierna naar Düsseldorf en verkreeg in 1850 bij Koninklijk Besluit de voorrechten van een jongere prins van het koninklijk huis. Hij was sinds 1849 Pruisisch generaal-majoor en werd in 1853 luitenant-generaal. Naast deze functies vervulde hij verschillende diplomatieke taken aan het hof van Napoleon III, met wie hij aan moederskant en door zijn huwelijk verwant was.
Door prins Wilhelm hogelijk gewaardeerd en vertrouwd, werd Karel Anton in 1858 premier van Pruisen in het "ministerie van het nieuwe tijdperk". Zijn bewind was liberaal, maar al met al weinig succesvol: in de internationale politiek wist hij wat betreft de Italiaanse Oorlog zijn wil niet door te drukken en onder zijn premierschap escaleerde het Verfassungskonflikt over de legerwet van Albrecht von Roon. In 1862 ontsloeg Wilhelm hem.
Hij werd in 1859 generaal van de infanterie en militair gouverneur van Westfalen, in 1863 ook van de Rijnprovincie. Zijn deelname aan de Pruisisch-Oostenrijkse Oorlog (1866) leverde hem de onderscheiding Pour le Mérite op. Zijn derde zoon Anton sneuvelde in die oorlog in de Slag bij Königgrätz. Zijn tweede zoon Karel (Carol) was kort tevoren tot vorst van Roemenië gekozen. Ook zijn oudste zoon Leopold maakte enige jaren later kans op een troon: Spanje bood hem in 1870 de koningskroon aan. Karel Anton trachtte de diplomatieke rel met Frankrijk die hierop volgde vergeefs te sussen door de kandidatuur van zijn zoon in te trekken. De Frans-Duitse Oorlog kon dit echter niet meer voorkomen.
Met de dood van Frederik Willem Constantijn stierf in 1869 de tak Hohenzollern-Hechingen uit. Karel Anton nam hierop de titel vorst van Hohenzollern aan. De rest van zijn leven bracht hij door in Sigmaringen, waar hij in 1885 stierf.

## Huwelijk en kinderen
Karel Anton was sinds 1834 gehuwd met Josephine van Baden, dochter van groothertog Karel van Baden en Stéphanie de Beauharnais. Uit het huwelijk werden vier zoons en twee dochters geboren:
- Leopold (1835-1905), huwde infante Antonia Maria van Portugal, en werd vader van koning Ferdinand I van Roemenië.
- Stephanie (1837-1859), gehuwd met koning Peter V van Portugal
- Karel (1839-1914), huwde met Elisabeth zu Wied, was na 1866 als Carol I vorst en na 1881 de koning van Roemenië.
- Anton (1841-1866)
- Frederik (1843-1904), gehuwd met Louisa von Thurn und Taxis
- Maria (1845-1912), gehuwd met Filips van België, werd moeder van Albert I van België.

## Voorouders
| Voorouders van Karel Anton van Hohenzollern-Sigmaringen | Voorouders van Karel Anton van Hohenzollern-Sigmaringen                                                                      | Voorouders van Karel Anton van Hohenzollern-Sigmaringen                                                                      | Voorouders van Karel Anton van Hohenzollern-Sigmaringen                                              | Voorouders van Karel Anton van Hohenzollern-Sigmaringen                                              | Voorouders van Karel Anton van Hohenzollern-Sigmaringen                            | Voorouders van Karel Anton van Hohenzollern-Sigmaringen                            | Voorouders van Karel Anton van Hohenzollern-Sigmaringen                            | Voorouders van Karel Anton van Hohenzollern-Sigmaringen                            |
| ------------------------------------------------------- | --- | --- | --- | --- | ---------------------------------------------------------------------------------- | ---------------------------------------------------------------------------------- | ---------------------------------------------------------------------------------- | ---------------------------------------------------------------------------------- |
| Overgrootouders                                         | Karel Frederik van Hohenzollern-Sigmaringen (1724-1785) ∞ Joanna Josephina Antonia van den Bergh en Hohenzollern (1727-1787) | Karel Frederik van Hohenzollern-Sigmaringen (1724-1785) ∞ Joanna Josephina Antonia van den Bergh en Hohenzollern (1727-1787) | Filips Jozef van Salm-Kyrburg (1709–1779) ∞ Maria Theresia van Horne (1725-1783)                     | Filips Jozef van Salm-Kyrburg (1709–1779) ∞ Maria Theresia van Horne (1725-1783)                     | Pierre Murat-Jordy (1721–1799) ∞ Jeanne Loubières (1722-1806)                      | Pierre Murat-Jordy (1721–1799) ∞ Jeanne Loubières (1722-1806)                      | ? (-) ∞ ? (-)                                                                      | ? (-) ∞ ? (-)                                                                      |
| Grootouders                                             | Anton Alois van Hohenzollern-Sigmaringen (1761-1831) ∞ Amalie Zephyrine van Salm-Kyrburg (1760-1741)                         | Anton Alois van Hohenzollern-Sigmaringen (1761-1831) ∞ Amalie Zephyrine van Salm-Kyrburg (1760-1741)                         | Anton Alois van Hohenzollern-Sigmaringen (1761-1831) ∞ Amalie Zephyrine van Salm-Kyrburg (1760-1741) | Anton Alois van Hohenzollern-Sigmaringen (1761-1831) ∞ Amalie Zephyrine van Salm-Kyrburg (1760-1741) | Pierre Murat (1748–1792) ∞ Louise d'Astorg (1762-1793)                             | Pierre Murat (1748–1792) ∞ Louise d'Astorg (1762-1793)                             | Pierre Murat (1748–1792) ∞ Louise d'Astorg (1762-1793)                             | Pierre Murat (1748–1792) ∞ Louise d'Astorg (1762-1793)                             |
| Ouders                                                  | Karel van Hohenzollern-Sigmaringen (1785-1853) ∞ Marie Antoinette Murat (1793-1847                                           | Karel van Hohenzollern-Sigmaringen (1785-1853) ∞ Marie Antoinette Murat (1793-1847                                           | Karel van Hohenzollern-Sigmaringen (1785-1853) ∞ Marie Antoinette Murat (1793-1847                   | Karel van Hohenzollern-Sigmaringen (1785-1853) ∞ Marie Antoinette Murat (1793-1847                   | Karel van Hohenzollern-Sigmaringen (1785-1853) ∞ Marie Antoinette Murat (1793-1847 | Karel van Hohenzollern-Sigmaringen (1785-1853) ∞ Marie Antoinette Murat (1793-1847 | Karel van Hohenzollern-Sigmaringen (1785-1853) ∞ Marie Antoinette Murat (1793-1847 | Karel van Hohenzollern-Sigmaringen (1785-1853) ∞ Marie Antoinette Murat (1793-1847 |
| Karel Anton van Hohenzollern-Sigmaringen (1811-1885)    | | | | |                                                                                    |                                                                                    |                                                                                    |                                                                                    |

Adolf Heinrich von Arnim-Boitzenburg · Ludolf Camphausen · Rudolf von Auerswald · Ernst von Pfuel · Friedrich Wilhelm von Brandenburg · Adalbert von Ladenberg (a.i.) · Otto Theodor von Manteuffel · Karel Anton van Hohenzollern-Sigmaringen · Adolf zu Hohenlohe-Ingelfingen (a.i.) · Otto von Bismarck · Albrecht von Roon · Otto von Bismarck · Leo von Caprivi · Botho zu Eulenburg · Chlodwig zu Hohenlohe-Schillingsfürst · Bernhard von Bülow · Theobald von Bethmann Hollweg · Georg Michaelis · Georg von Hertling · Max van Baden · Paul Hirsch · Heinrich Ströbel · Paul Hirsch · Otto Braun · Adam Stegerwald · Otto Braun · Wilhelm Marx · Otto Braun · Hermann Göring
- Gemeinsame Normdatei: 131601598
- International Standard Name Identifier: 0000 0000 1978 3069
- Library of Congress Control Number: no2011128473
- Système universitaire de documentation: 144634635
- Union List of Artist Names: 500353514
- Virtual International Authority File: 67604074
- WorldCat: E39PBJtMvkCMm78bvw4D8Yfwmd